# 恩佐·庫阿考德
恩佐·庫阿考德（法語：Enzo Couacaud，1995年3月1日—），法國男子职业網球運動員。在2015年溫布爾登網球公開賽上，他打入了賽事第三輪的賽事。